# Lucrecia Feduchi Benlliure, Coti
Lucrecia Feduchi Benlliure (Madrid, 1930-1998), conocida como Coti, fue una acuarelista e ilustradora de moda española.   

## Trayectoria
Perteneciente a la saga Benlliure, fue nieta por línea materna de Blas Benlliure, hermano de  José Benlliure, Juan Antonio Benlliure y Mariano Benlliure.  Hija de Matilde Benlliure Vidal y de Luis Martínez-Feduchi Ruiz, estudió en el Colegio de las Irlandesas de Madrid y completó su formación con clases de dibujo de Carlos Sáenz de Tejada y de José Caballero.
Fue a estudiar moda a París  dónde se inspiró para la realización de figurines de moda. Tras esta estancia siguió viajando periódicamente a París que se había convertido en la ciudad de la moda. Obtuvo el diploma del sistema de corte y confección de María Felisa Mendia en 1950.
Publicó en la revista Feria, dirigida por Mercedes Formica. En 1953 creó los figurines de un ballet que representaban los personajes de la comedia Don Gil de las calzas verdes cuyo decorado y figurines estaban realizados por José Caballero.
En noviembre de 1954 el II Salón Nacional de Dibujo para Alta Costura le otorgó el premio de la Cooperativa Española de Industrias de la Confección y Anexas al tiempo que otro de sus dibujos fue galardonado por el grupo de empresas Muñoz. En diciembre de ese mismo año obtuvo el segundo premio Caruncho del Primer Concurso Nacional de Diseño de Moda organizado por la revista Teresa, revista dirigida por Elisa de Lara,  y el grupo Costureros de Madrid bajo los auspicios de la Dirección General de Bellas Artes.
Siguió publicando en Teresa no solo sus diseños sino creando amplios monográficos siempre sobre moda. También colaboró en el diario Pueblo y en los cuadernos CCC.  Dibujó figurines de las colecciones de los modelos de París para la revista Blanco y Negro en la sección de Begoña García Diego: Cuarto de estar. El rincón de la mujer. También para Miguel Dorián, modisto venezolano, y para la empresa Galerías Preciados. Público además en la revista Telva y en la revista de la industria peletera Piel.
En 1963 se casó con Antonio Herrera Madariaga.
En 1967 obtuvo la licencia municipal de apertura para un taller de confección propia.
Su verdadero nombre era Lucrecia Martínez-Feduchi Benlliure aunque firmaba como Lucrecia Feduchi Benlliure, prescindiendo de su primer apellido, al igual que su padre y hermanos.

## Exposiciones
- En 2010, sus ilustraciones figuraron en la exposición El Efecto Iceberg. Dibujo e ilustración españoles entre dos fines de siglo en el Museo ABC.[11]
- En 2019, sus ilustraciones figuraron en la exposición Dibujantas, pioneras de la Ilustración en el Museo ABC.[12]